# Anthropologie dogmatique
 (mai 2020).
L'anthropologie dogmatique a été élaborée et définie à la fin du XXe siècle par l'historien du droit et psychanalyste français Pierre Legendre : « l'anthropologie redécouvre son objet, en interrogeant l'articulation dogmatique du pourquoi ? de l'Interdit et sa traduction en montages normatifs ».

## Les sources du concept
Legendre en donne les axes principaux dans son Ce que l'Occident ne voit pas de l'Occident: « Ce livre définit l'anthropologie dogmatique, dont l'auteur fut l'inventeur avec De la société comme texte ». (Fayard, 2001)

## Les grandes lignes du concept
Le propos de cette discipline est de sonder les fondements de la civilisation occidentale. 
L'adjectif dogmatique est utilisé en référence à la tradition hellénistique, où le mot dogme signifie plutôt l'opinion, le récit d'un rêve, la décision, et n'a rien à voir avec une déclaration rigide de présupposé.
La méthode de cette anthropologie sera de considérer l'Occident comme une enveloppe esthétique, basée sur des textes fondamentaux, et non pas seulement comme un objet d'étude positiviste. Il s'agira de dépasser le domaine de la science positive, pour écouter celui de l'art, de la musique et de la poésie, qui prennent en charge ce qui est indicible habituellement (1re conférence au Japon). Justement, la dimension importante du langage dans l'évolution personnelle, dans laquelle Freud a contribué à faire progresser notre intelligence de l'anthropologie, pourra aussi être un moyen adapté au niveau de la société, en tant que montage humain (2e conférence au Japon). Enfin, la place à accorder aux emblèmes dans la société occidentale pourra être pensée au plus près grâce à la prise en compte de la théâtralité des représentations de l'humain (3e conférence). En s'inspirant de la démarche de Legendre, Boubé Salifou questionne le concept de Nation. Il tente de dépasser le concept de nation ethnique et de nation civique. Dans son approche, Boubé articule le concept de dogme issue de la pensée de Legendre avec celui de topos - qu'il se propose de nommer "Dogmatopie". Il s'agit ici de repenser le concept de Nation en valorisant une dialectique de l'ancrage et de la projection.

### Documentaires
- La Fabrique de l'homme occidental, de Gérald Caillat, Pierre Legendre et Pierre-Olivier Bardet, Arte, 1996, 80 min.
- Miroir d'une nation : l'École nationale d'administration, de Gérald Caillat et Pierre-Olivier Bardet, sur un texte de Pierre Legendre, Arte, 1999, 83 min.
- L'Empire du management (Dominium mundi), de Gérald Caillat, Pierre Legendre et Pierre-Olivier Bardet, Arte, 2007 (DVD, Idéal Audience International, automne 2007).
- Le cinéma de Pierre Legendre. Introduction à l'anthropologie dogmatique, coffret réunissant les textes et les DVD des trois documentaires, 2016 (https://arsdogmatica.com/oeuvres/films/coffret-cinema-de-pierre-legendre/).